# Мејвил (Северна Дакота)
Мејвил (енгл. Mayville) град је у америчкој савезној држави Северна Дакота.

## Демографија
По попису из 2010. године број становника је 1.858, што је 95 (-4,9%) становника мање него 2000. године.
| Група             | 2000.         | 2010.         |
| Белци             | 1.901 (97,3%) | 1.733 (93,3%) |
| Афроамериканци    | 5 (0,3%)      | 34 (1,8%)     |
| Азијати           | 5 (0,3%)      | 4 (0,2%)      |
| Хиспаноамериканци | 9 (0,5%)      | 38 (2,0%)     |
| Укупно            | 1.953         | 1.858         |